# UCI-Mountainbike-Weltcup 1998
Beim UCI-Mountainbike-Weltcup 1998 wurden durch die Union Cycliste Internationale Weltcup-Sieger im Cross-Country und im Downhill ermittelt.
Im Cross-Country XCO wurden zehn Rennen an unterschiedlichen Weltcup-Stationen ausgetragen, im Downhill insgesamt sechs Rennen. Mit dem Downhill-Rennen im japanischen Arai machte der Weltcup erstmals in Asien Station.

## Cross-Country

### Frauen Elite
| Rnd | Datum        | Ort          | Erste              | Zweite             | Dritte             |
| --- | ------------ | ------------ | ------------------ | ------------------ | ------------------ |
| 1   | 29. März     | Napa Valley  | Alison Sydor       | Paola Pezzo        | Alison Dunlap      |
| 2   | 18. April    | Silves       | Paola Pezzo        | Alison Sydor       | Alison Dunlap      |
| 3   | 3. Mai       | Budapest     | Chantal Daucourt   | Alison Dunlap      | Gunn-Rita Dahle    |
| 4   | 10. Mai      | Sankt Wendel | Gunn-Rita Dahle    | Laurence Leboucher | Margarita Fullana  |
| 5   | 17. Mai      | Plymouth     | Laurence Leboucher | Gunn-Rita Dahle    | Alison Sydor       |
| 6   | 5. Juli      | Canmore      | Alison Sydor       | Chantal Daucourt   | Paola Pezzo        |
| 7   | 12. Juli     | Conyers      | Laurence Leboucher | Alison Sydor       | Paola Pezzo        |
| 8   | 6. September | Bromont      | Gunn-Rita Dahle    | Alison Sydor       | Laurence Leboucher |

Gesamtwertung
| Platz | Name               | Punkte |
| ----- | ------------------ | ------ |
| 1     | Alison Sydor       | 426    |
| 2     | Laurence Leboucher | 410    |
| 3     | Paola Pezzo        | 397    |
| 4     | Gunn-Rita Dahle    | 396    |
| 5     | Margarita Fullana  | 357    |
| 6     | Chantal Daucourt   | 353    |

### Männer Elite
| Rnd | Datum        | Ort          | Erster              | Zweiter         | Dritter             |
| --- | ------------ | ------------ | ------------------- | --------------- | ------------------- |
| 1   | 29. März     | Napa Valley  | Rune Høydahl        | Miguel Martinez | Thomas Frischknecht |
| 2   | 18. April    | Silves       | Cadel Evans         | Rune Høydahl    | Jérôme Chiotti      |
| 3   | 3. Mai       | Budapest     | Thomas Frischknecht | Miguel Martinez | Hubert Pallhuber    |
| 4   | 10. Mai      | Sankt Wendel | Filip Meirhaeghe    | Cadel Evans     | Rune Høydahl        |
| 5   | 17. Mai      | Plymouth     | Cadel Evans         | Bas van Dooren  | Christoph Sauser    |
| 6   | 5. Juli      | Canmore      | Cadel Evans         | Miguel Martinez | Filip Meirhaeghe    |
| 7   | 12. Juli     | Conyers      | Hubert Pallhuber    | Rune Høydahl    | Miguel Martinez     |
| 8   | 6. September | Bromont      | Christophe Dupouey  | Miguel Martinez | Cadel Evans         |

Gesamtwertung
| Platz | Name                | Punkte |
| ----- | ------------------- | ------ |
| 1     | Cadel Evans         | 562    |
| 2     | Miguel Martinez     | 541    |
| 3     | Rune Høydahl        | 533    |
| 4     | Hubert Pallhuber    | 477    |
| 5     | Filip Meirhaeghe    | 475    |
| 6     | Thomas Frischknecht | 446    |

## Downhill

### Frauen Elite
| Rnd | Datum      | Ort             | Erste                  | Zweite            | Dritte         |
| --- | ---------- | --------------- | ---------------------- | ----------------- | -------------- |
| 1   | 5. April   | Stellenbosch    | Anne-Caroline Chausson | Leigh Donovan     | Elke Brutsaert |
| 2   | 24. Mai    | Nevegal         | Sari Jörgensen         | Leigh Donovan     | Missy Giove    |
| 3   | 31. Mai    | Les Gets        | Anne-Caroline Chausson | Sabrina Jonnier   | Missy Giove    |
| 4   | 21. Juni   | Big Bear Lake   | Anne-Caroline Chausson | Missy Giove       | Cheri Elliott  |
| 5   | 28. Juni   | Snoqualmie Pass | Anne-Caroline Chausson | Mercedes González | Missy Giove    |
| 6   | 9. August  | Sierra Nevada   | Anne-Caroline Chausson | Leigh Donovan     | Marla Streb    |
| 7   | 16. August | Kaprun          | Anne-Caroline Chausson | Nolvenn Le Caër   | Missy Giove    |
| 8   | 30. August | Arai            | Anne-Caroline Chausson | Nolvenn Le Caër   | Sari Jörgensen |

Gesamtwertung
| Platz | Name                   | Punkte |
| ----- | ---------------------- | ------ |
| 1     | Anne-Caroline Chausson | 300    |
| 2     | Missy Giove            | 231    |
| 3     | Nolvenn Le Caër        | 216    |
| 4     | Leigh Donovan          | 185    |
| 5     | Mercedes González      | 179    |
| 6     | Kim Sonier             | 169    |

### Männer Elite
| Rnd | Datum      | Ort             | Erster              | Zweiter             | Dritter             |
| --- | ---------- | --------------- | ------------------- | ------------------- | ------------------- |
| 1   | 5. April   | Stellenbosch    | Nicolas Vouilloz    | David Vázquez López | Óscar Saiz          |
| 2   | 24. Mai    | Nevegal         | Cédric Gracia       | Nicolas Vouilloz    | Johan Engström      |
| 3   | 31. Mai    | Les Gets        | Christian Taillefer | Johan Engström      | Mickaël Deldycke    |
| 4   | 21. Juni   | Big Bear Lake   | David Vázquez López | Scott Sharples      | Mickaël Pascal      |
| 5   | 28. Juni   | Snoqualmie Pass | Steve Peat          | Nicolas Vouilloz    | David Vázquez López |
| 6   | 9. August  | Sierra Nevada   | Nicolas Vouilloz    | Pau Misser          | Scott Sharples      |
| 7   | 16. August | Kaprun          | Nicolas Vouilloz    | David Vázquez López | Scott Sharples      |
| 8   | 30. August | Arai            | Nicolas Vouilloz    | Mickaël Pascal      | Gerwin Peters       |

Gesamtwertung
| Platz | Name                | Punkte |
| ----- | ------------------- | ------ |
| 1     | Nicolas Vouilloz    | 440    |
| 2     | David Vázquez López | 351    |
| 3     | Cédric Gracia       | 343    |
| 4     | Steve Peat          | 335    |
| 5     | Mickael Pascal      | 329    |
| 6     | Johan Engström      | 328    |